# 21세기 사회주의

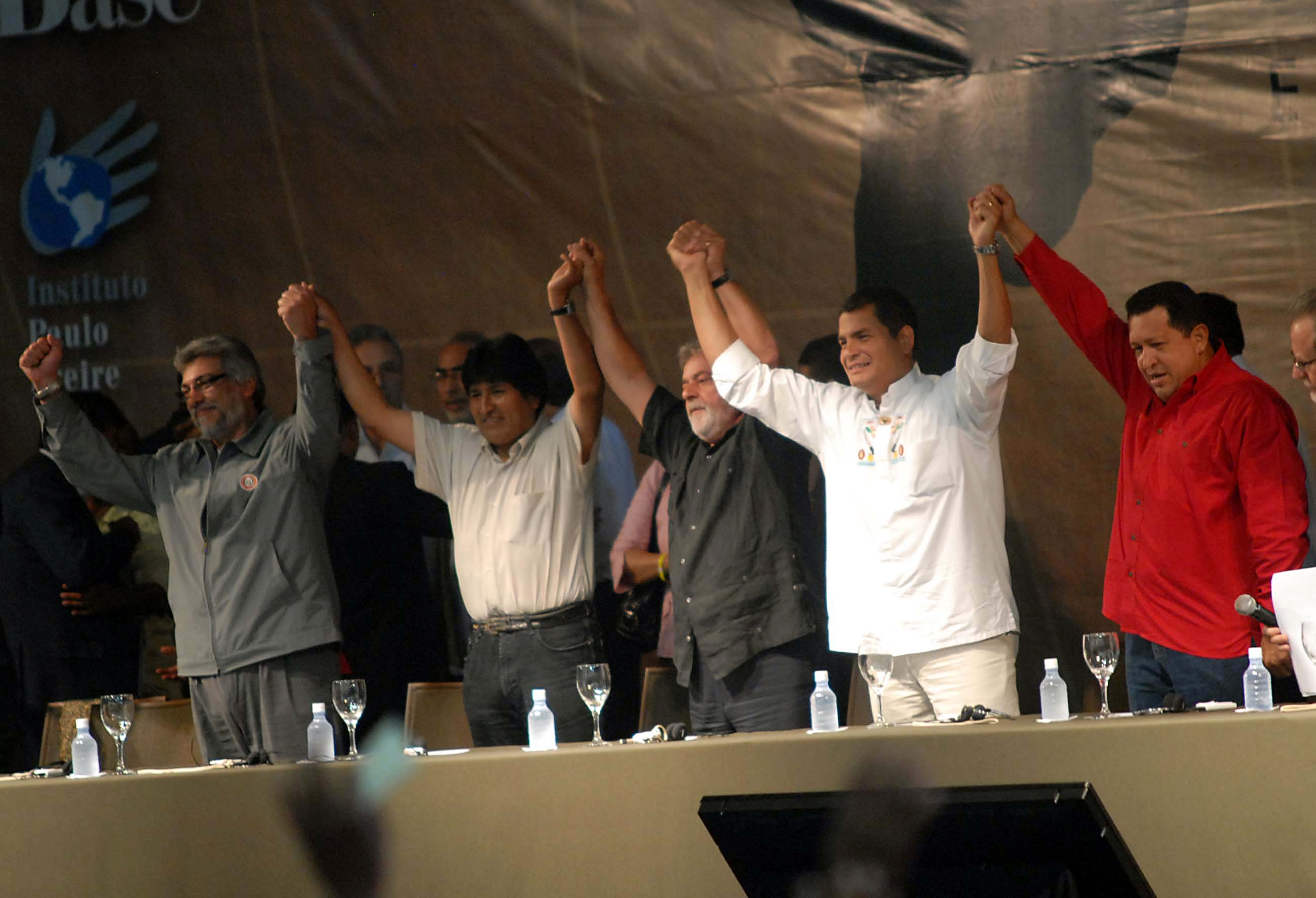

21세기 사회주의(21世紀 社會主義, Socialism of the 21st century)는 1996년 이후부터 베네수엘라의 우고 차베스, 에콰도르의 라파엘 코레아, 볼리비아의 에보 모랄레스, 브라질의 룰라 다 시우바와 같은 라틴아메리카의 좌파 지도자들이 처음 창시한 개념으로 사회주의 원칙을 독특하게 해석하였다.
21세기 사회주의자들은 자유시장과 자본주의는 빈곤, 기아, 착취, 경제적 억압, 차별주의, 제국주의, 환경 파괴, 자원 고갈 등 인류의 문제를 해결하는데 실패했고, 소련으로 대표되는 20세기 사회주의 역시 인민의 복지를 향상시키고 노동계급의 삶을 개선하는 데에 기여하였으나 엘리트주의로 귀결되어 전체주의로 고착되는 결과를 초래하는 등 한계를 보였다고 주장하였다. 이에 21세기 사회주의자들은 자본주의와 20세기 사회주의의 한계를 극복하기 위해 민중의 직접참여를 민주적으로 보장하고 그 범위와 정도를 확장함과 동시에 세계 각 민족의 고유한 역사 조건과 지역 특색을 고려함으로써 20세기 사회주의와는 차별화된 새로운 사회주의를 정립할 필요성을 주장하며, 그와 같은 새로운 사회주의를 '21세기 사회주의'라는 용어로 설명한다.

## 같이 보기
- 반자본주의
- 키르치네르주의
- 탈마르크스주의